# Mirabeau (Alpi dell'Alta Provenza)
Mirabeau è un comune francese di 481 abitanti situato nel dipartimento delle Alpi dell'Alta Provenza della regione della Provenza-Alpi-Costa Azzurra.

## Società

### Evoluzione demografica
Abitanti censiti